# Manzai (Priester)

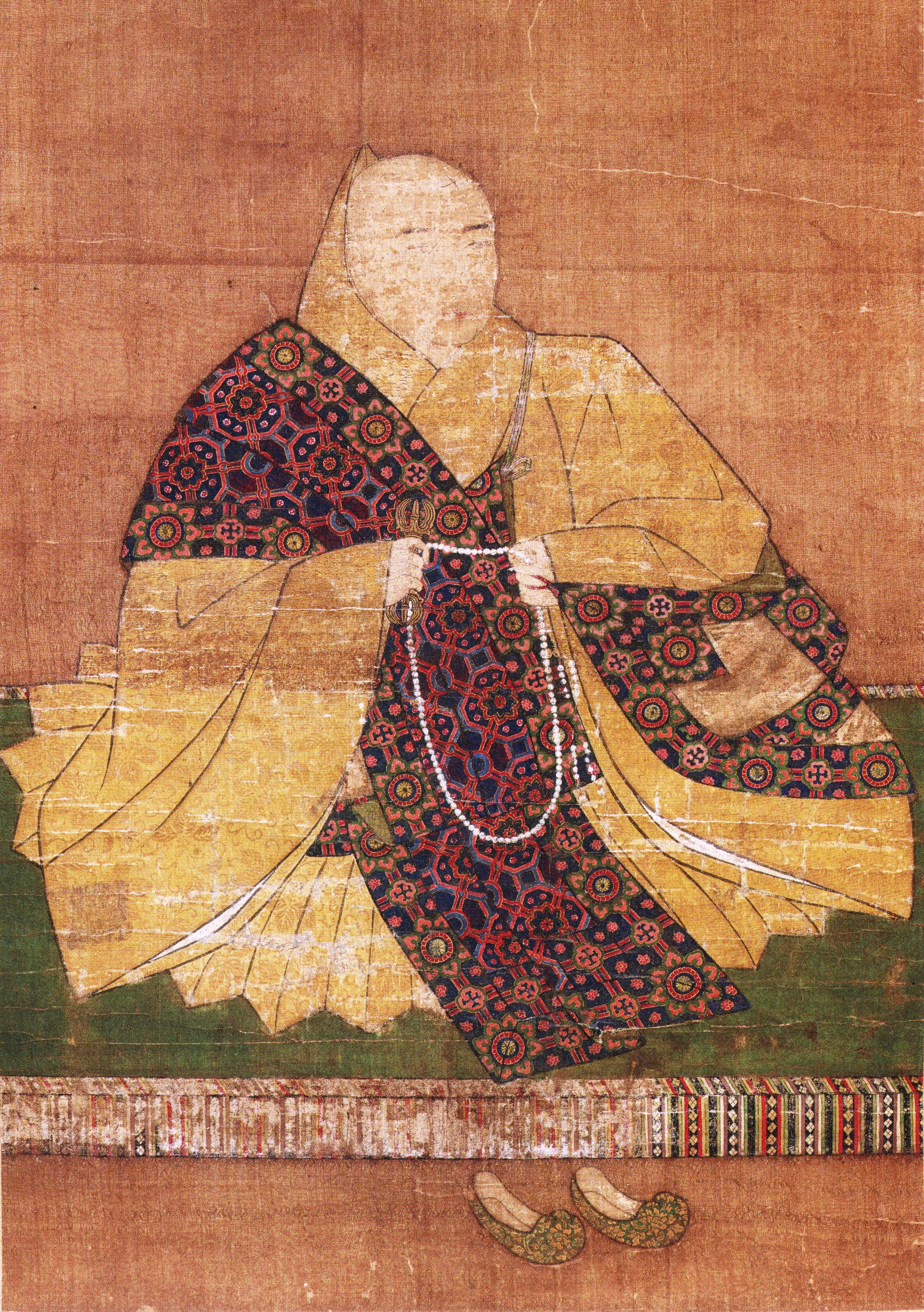
Manzai

Manzai (japanisch 満済; geboren 21. August 1378; gestorben 8. Juli 1435) war ein japanischer buddhistischer Priester in der Muromachi-Zeit.

## Leben und Wirken
Manzai war ein Sohn von Dainagon Nijō Morofuyu (二条 師冬). Seine Mutter war die Tochter von Hōin Gen’i (源意), der am Tempel Shōgōin (1348–1408) in Kyōto tätig war. Ashikaga Yoshimitsu (1358–1408) adoptierte ihn, er wurde von Hino Nariko (日野 業子; 1351–1405), der Tochter von Ashikaga Yoshimitsus Frau, großgezogen. Priester Ryūgen (隆源; 1342–1426) am Tempel Daigo-ji bildete Manzai zum Priester aus. Er wurde von Yoshimitsu wegen seiner Qualitäten gefördert, erhielt im Jahr 1499 den Titel Hōin und wurde im Jahr 1509 zum Hohenpriester ernannt.
1428 erhielt Manzai den Ehrentitel Junsangō (准三后), der gewöhnlich Kaiserinnen und Prinzen vorbehalten war. Während dieser Zeit, im Juli 1428, wurde er zum ersten Oberpriester des Tempels Tō-ji in Kyōto ernannt und wirkte dann als Oberhaupt des Tempels. Er regierte über die religiöse Welt als Schutzpriester von drei Generationen der Herren der Muromachi-Zeit, Ashikage Yoshimitsu, Ashikaga Yoshimochi (1385–1428) und Ashikaga Yoshinori (1394–1441). Er genoss das besondere Vertrauen von Yoshimochi, und um 1423, als der Kanto-Fürst Ashikaga Mochiuji (1398–1439) mit dem Shogunat im Streit lag, wurde er zum Vorsitzenden des Rates der Kommissare (守護; Shugo) ernannt. Da spielte er eine ausgezeichnete Rolle, der dem Shogun getreu die Ansichten hochrangiger Vasallen übermittelte. So wurde er von Prinz Fushimi no Miya Sadanari (伏見宮 貞成; 1372–1456) als „der rechtschaffenste Mann im Land“ gepriesen.
Obwohl Manszai manchmal als „Premierminister in Schwarz“ (黒衣の宰相; Kokue no Saishō) mit Amnspielung auf seinen geistlichen Stand bezeichnet wird, mischte er sich nie in militärische Angelegenheiten ein. Das Vertrauen der Gefolgsleute des Shogun war hervorragend, und die Verwaltung des Shogunats war stabil. Seine hervorragenden Vermittlungsfähigkeiten sind bekannt. 
Das Tagebuch „Manzai Junkō Nikki“ (満済准后日記) ist eine erstklassige Quelle zur politischen Geschichte der Zeit.